# Tullstation

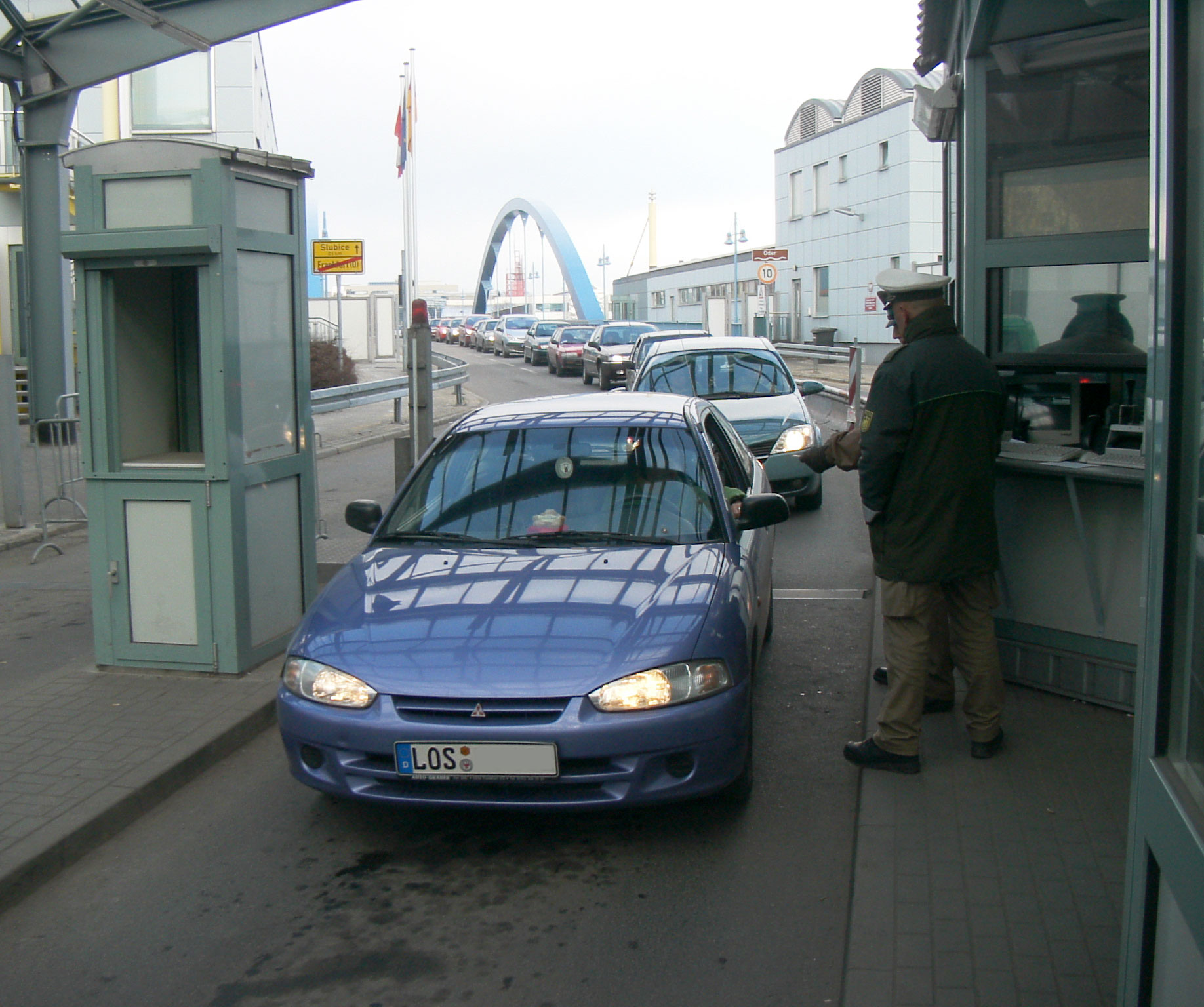
Tullstation

En tullstation förekommer vid en gränspassage mellan två administrativt olika territorier i syfte att tvinga trafiken till en viss åtgärd och för att kontrollera att detta efterlevs. Det kan vara mellan till exempel två länder, mellan stad och landsbygd (jämför stadstullen) eller mellan en betalväg och en väg som inte är tullbelagd.

## Europa
I flera länder förekommer tullstationer administrerade av ländernas tullverk. Dessa finns längs med landgränserna, i vissa hamnar och på internationella flygplatser. Länder som bland annat Sverige, Tyskland och Polen är medlemmar i Schengensamarbetet, mellan dessa länder förekommer ingen obligatorisk passkontroll. Dessa finns främst i hamnarna som bedriver utlandstrafik och på flygplatserna. Längs gränserna i dessa länder förekommer många gränspassager. Alla vägar över gränserna är dock inte utmärkta med tullkontor, och i vissa fall saknas till och med markeringar om nationsbytet överhuvudtaget. Det finns dock utrymmen som tullen ska kunna använda vid behov, till exempel parkeringsplatser vid vägkanten innanför gränsen. Regler om pendling över gränserna inom EU och Schengenländerna kan variera något. I vissa länder som till exempel Finland har tullen satt upp kameror längs med gränsen till Sverige, då det inte är tillåtet att bilpendla till arbetet mer än 180 dagar i Finland utan att ha en finsk registreringsbesiktigad bil. Regelrätta tullkontroller mellan Schengenländerna är däremot nästintill obefintliga. Istället genomförs oftast stickprov och dessa genomförs inte alltid vid eller nära gränsen utan kan genomföras var som helst inom länderna.
Vissa länder inom EU har gränser mot länder utanför EU. I Estland, Finland och Lettland förekommer en landgräns mot Ryssland i öster. Dessa gränser mot Ryssland är desto mer hårdbevakade då Ryssland inte tillhör Schengen, vilket ofta leder till långa köer vid de mer trafikerade tullstationerna. Även länder som Vitryssland och Ukraina har gräns mot Schengenländerna och även dessa är hårdare bevakade. Norge och Island står utanför EU men deltar i Schengensamarbetet. Därför sköts gränsbevakningen i dessa länder likadant som i de länder som är med i EU, trots att införsel av mat och dryck inklusive alkohol däremot inte går efter EU:s regelverk.

### Röd, grön och blå linje
I EU-länder har man ofta tre linjer som man har att välja mellan. Man förväntas gå/åka genom röd linje om man har något att deklarera, grön linje om man inte har något att deklarera och blå om man kommer från ett annat EU-land och är EU/EES-medborgare och inte har något att deklarera.

## Övriga världen
I så gott som samtliga övriga länder finns det annars gränsbevakning med tullstationer där passkontroll och tull förekommer på traditionellt vis. Dessa kan vara olika svåra att passera beroende på relationerna mellan de länder där tullstationen ligger. Ofta är det två stationer, en på var sida av gränsen. I vissa fall kan de mer eller mindre vara helt stängda, speciellt om det är konflikt mellan länderna. Exempel på tullstationer som är svåra att passera är gränskontrollerna runt Nordkorea. Speciellt gränsen mellan Nordkorea och Sydkorea är svår att passera och mycket få släpps genom dessa kontroller, eftersom tillstånd (visum) krävs, vilket få får.
Gränsen mellan USA och Mexiko är också för speciellt mexikaner svår att passera och väl bevakad. Även där är det köer vid tullstationerna.